# Lijst van Ivoriaanse autosnelwegen

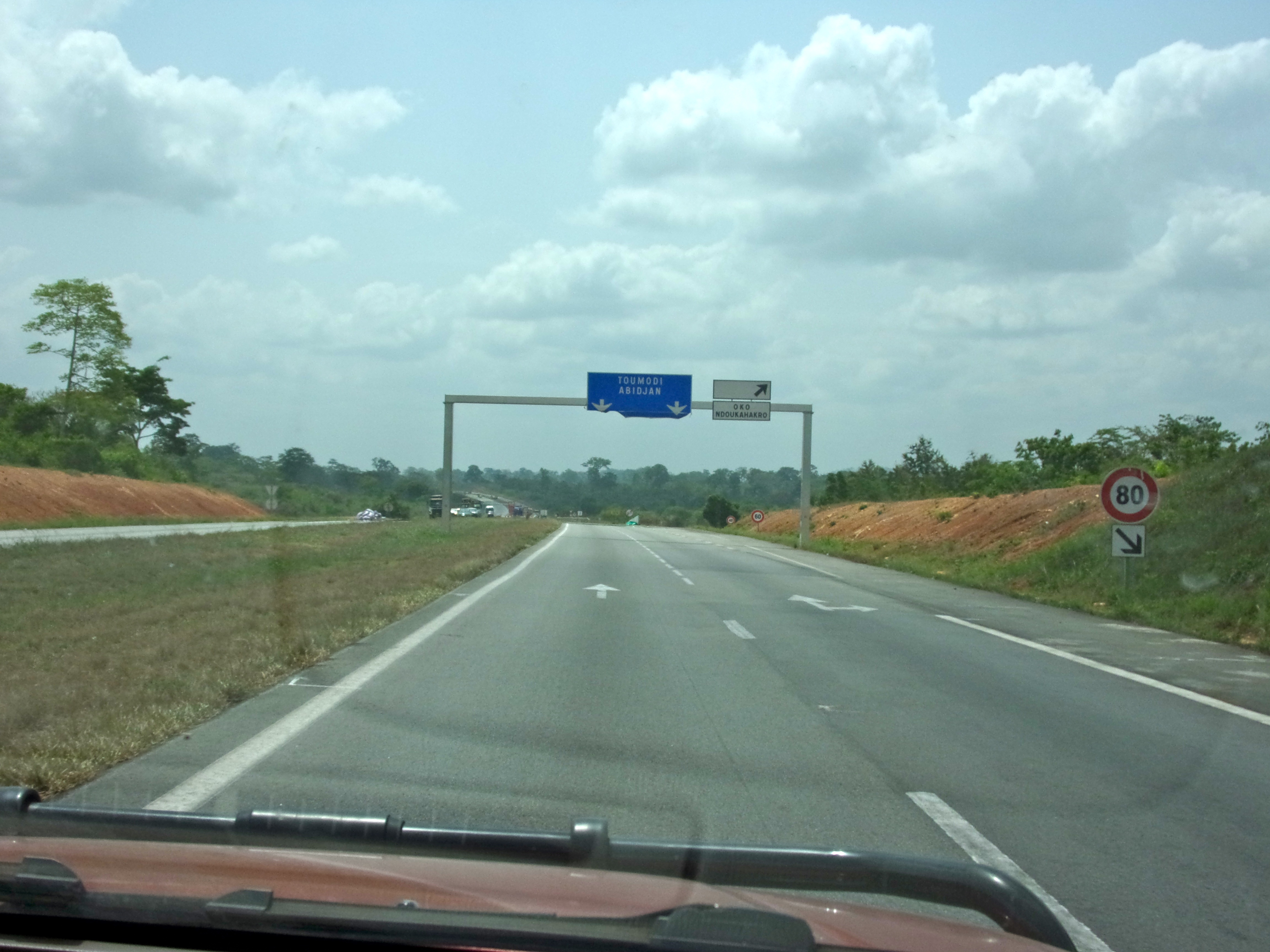
De A3 (Autoroute du Nord)

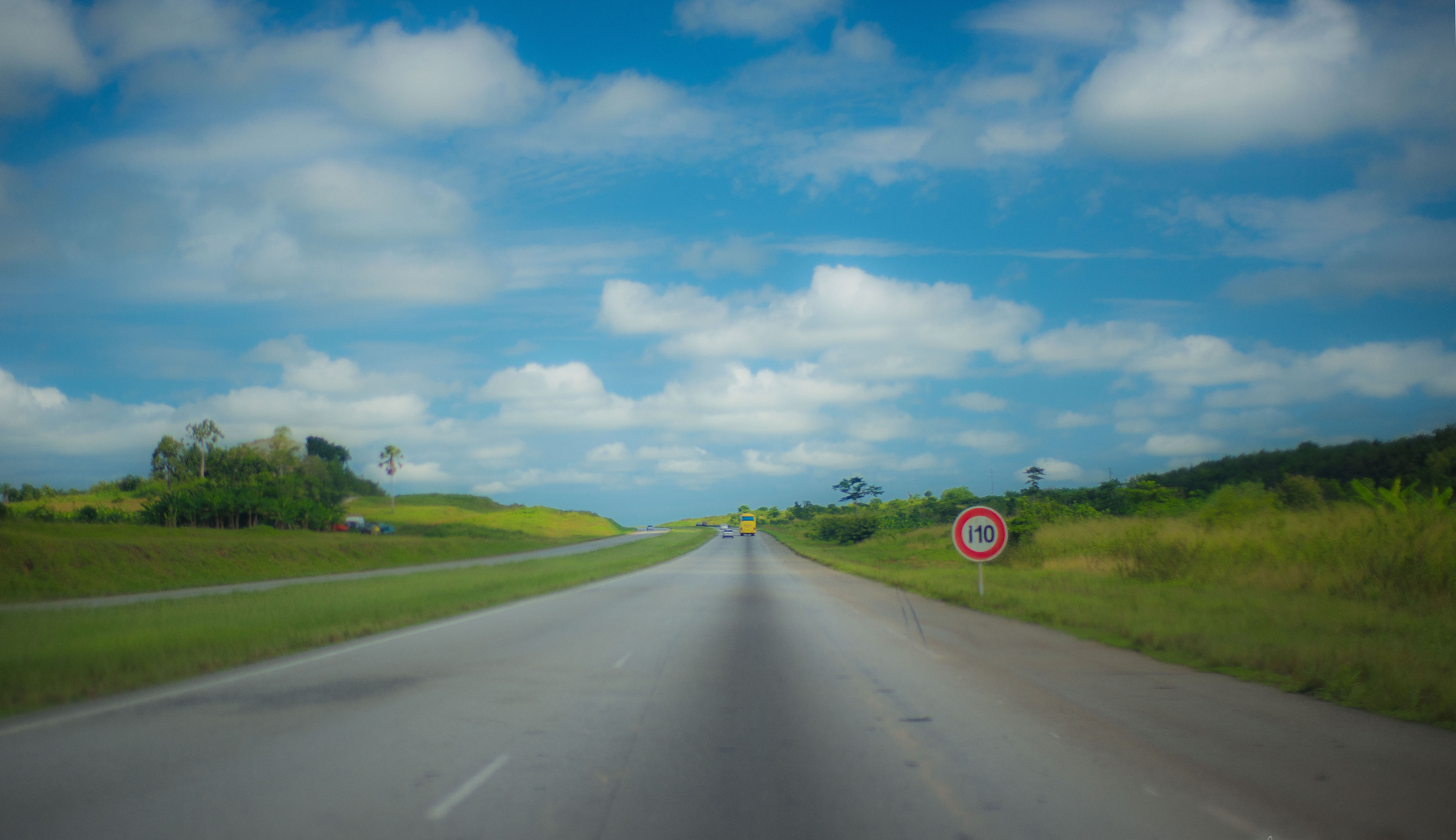
De A3 (Autoroute du Nord)

Hieronder volgt een lijst van autosnelwegen in Ivoorkust:
- A3 of Autoroute du Nord – Een weg van Abidjan via Yamoussoukro tot Bouaké over 362 kilometer. Het deel tussen Yamoussoukro en Tiébissou werd geopend op 16 december 2022.[1][2] Op termijn moet de snelweg de verbinding vormen met Ouagadougou in Burkina Faso.
- Autoroute Abidjan-Grand Bassam – Een weg van 17 kilometer tussen Abidjan en Grand-Bassam. De snelweg werd geopend in 2015.[3] De weg wordt verlengd over een afstand van 30 kilometer tot Assinie.[4]
- Voie de contournement d’Abidjan of Rocade Y4 – Een ringweg om Abidjan van 23 kilometer.[5][6][7]